# دکیتر، نیویورک
دکیتر (به انگلیسی: Decatur) یک شهرک در ایالات متحده آمریکا است که در شهرستان آتسگو، نیویورک واقع شده‌است. دکیتر ۵۳٫۷۶ کیلومتر مربع مساحت و ۳۵۳ نفر جمعیت دارد و ۶۴۰ متر بالاتر از سطح دریا واقع شده‌است.